# Niloxen de Nàucratis
Niloxen de Nàucratis (en grec antic: Νειλόξενος, llatí: Niloxenus) és un personatge del Sopar dels set savis de Plutarc.
És un dels protagonistes que condueixen el banquet, i representa un savi grecoegipci natural de Nàucratis que hauria estat contemporani de Soló.